# Hashim Khan
Pour les articles homonymes, voir Khan (homonymie).
Hashim Khan, né en 1914 à Peshawar et mort le 18 août 2014 à Denver est un joueur de squash représentant le Pakistan. Il  remporte le British Open, championnat du monde officieux, à sept reprises (1951-1956, 1958). C'est le patriarche de la dynastie des Khan qui allait dominer le squash mondial pendant près de 50 ans.

## Biographie

### La petite enfance
Hashim Khan est né à Nawakille, un petit village près de Peshawar dans le Pakistan moderne, d'une famille ethniquement pachtoune entre 1910 et 1914. Hashim est cousin issu de germain des deux autres joueurs pakistanais de son temps, Roshan Khan et Nasrullah Khan, dont les fils Rehmat Khan, Torsam Khan et Jahangir Khan sont également des joueurs de squash. Sa date de naissance exacte est inconnue. Selon les membres de sa famille, il aurait eu 100 ans le 1er juillet 2014 (la famille a fêté son anniversaire le 1er juillet). Le père de Khan, Abdullah Khan, était chef steward d'un club de Peshawar où les officiers britanniques stationnés dans la région jouaient au squash. Il amena Hashim à l'âge de 8 ans sur les courts de squash qui étaient utilisés par les militaires pour se détendre lorsqu'ils ne s'acquittaient pas de leurs fonctions. Le père de Khan est mort dans un accident de voiture à l'âge de 11 ans, et il quitte l'école pour devenir un ramasseur de balles et nettoyeur de terrain. "Pour avoir balayé l'endroit, ils me payaient quatre annas par jour", déclara Khan au New York Times en 1957. "Une Anna est une seizième partie d'une roupie. Cinq roupies valent un dollar américain.".

### Carrière
Dans sa jeunesse, Hashim Khan sert comme ramasseur de balles non rémunéré au club, récupérant des balles qui ont été frappées hors du terrain par les officiers. Quand les officiers avaient fini de jouer, Khan et les autres ramasseur de balles s'emparaient des terrains. En 1942, il devient entraîneur de squash dans un mess des officiers de l'armée de l'air britannique. En 1944, il remporte le premier championnat de squash All-of-India à Bombay et défend avec succès ce titre les deux années suivantes. Lorsque le Pakistan devient un État indépendant, il est nommé professionnel du squash dans l'armée de l'air pakistanaise et  remporte le premier championnat de squash pakistanais en 1949.
En 1950, Abdul Bari, un parent éloigné de Khan qui avait choisi de rester à Bombay après la partition des Indes en 1947, et que Hashim avait battu dans plusieurs tournois en Inde avant la partition, est sponsorisé par le gouvernement indien pour jouer au British Open où il termine finaliste face au joueur égyptien Mahmoud Karim. Cela incite Hashim Khan à chercher du soutien pour participer au British Open l'année suivante. En 1951, alors que Khan avait une trentaine d'années, le gouvernement du Pakistan - en particulier l'armée de l'air pakistanaise - le sponsorise pour le British Open. C'était la première fois que Hashim Khan portait des chaussures sur le terrain. Il se rend au Royaume-Uni pour jouer le British Open et remporte le titre en battant Mahmoud Karim en finale 9-5,9-0 et 9-0. Il bat encore Karim en finale en 1952 9-5,9-7,9-0. Il remporte de nouveau la victoire les quatre années consécutives, battant Roy Wilson d'Angleterre en finale de 1953; son frère cadet Azam Khan en deux finales serrées en cinq jeux en 1954 et 1955 et Roshan Khan en finale de 1956. Hashim Khan est finaliste devant Roshan Khan en 1957 et remporte son septième et dernier titre du British Open en 1958, lorsqu'il bat Azam en finale. Hashim Khan a également remporté cinq titres de champion professionnel britannique, trois titres des Internationaux des États-Unis et trois titres des Internationaux du Canada.
Khan s'installe à Denver, au Colorado, et il continue à jouer dans les matchs des vétérans au British Open. En 2001, à l'âge de 86 ans, il participe encore au British Open dans la catégorie des plus de 65 ans.
Le Denver Athletic Club continue d'organiser chaque année un tournoi de squash Hashim Khan en son honneur.

## Vie personnelle
Hashim Khan eût 12 enfants. Son fils aîné Sharif Khan est devenu joueur sur le circuit de squash en Amérique du Nord dans les années 1970, remportant un nombre record de 12 titres à l'US Open et de 9 titres au Tournament of Champions. Six autres fils - Aziz, Gulmast, Liaqat Ali ("Charlie"), Salim ("Sam"), Shaukat et Mo - sont également devenus des joueurs de squash.
Hashim Khan s'installe aux États-Unis dans les années 1960, après avoir été invité à enseigner le squash au Uptown Athletic Club de Detroit. Le 18 août 2014, il meurt dans sa maison d'Aurora, au Colorado, à cause d'une insuffisance cardiaque congestive. On pense qu'il avait 100 ans.

## Palmarès

### Titres
- British Open : 7 titres (1951, 1952, 1953, 1954, 1955, 1956, 1958)
- Tournament of Champions : 3 titres (1955, 1963, 1964)
- United States Open Championship : 3 titres (1956, 1957, 1963)

### Finales
- United States Open Championship : 4 finales (1954, 1959, 1964, 1965)
- British Open : 1957

## Ouvrage
(en) Hashim Khan et Richard E Randall, Squash Racquets : The Khan Game, Wayne State University Press, 1972, 160 p. (ISBN 978-0-8143-1469-2, lire en ligne)